# Louis Florent de Bonchamps
Pour les articles homonymes, voir Bonchamps.
Louis Florent de Bonchamps est un homme politique français né le 22 juillet 1782 à Château-Gontier (Mayenne) et décédé le 26 février 1853 à Saint-Laurent-des-Mortiers (Mayenne). Il était le cousin germain de Charles Melchior Artus de Bonchamps général durant la guerre de Vendée. Lui-même est chef d'une compagnie durant la guerre de Vendée et Chouannerie de 1815.

## Biographie

### Origine
Louis Florent  de Bonchamps est issu d'une famille de petite noblesse angevine,. La famille de Bonchamps, éteinte de nos jours, n'est pas à confondre avec une famille homonyme et subsistante de Normandie. Il est le fils de Marie Joseph de Bonchamps et de Jeanne-Louise Guiteau. Il est le cousin par alliance de Louis Joachim de Boisjourdan. Sa sœur ainée Anne Elisabeth Pauline épousa en 1803 Annibal-Charles-Louis de Farcy.

### Premier empire
Son père commença la reconstruction du château du Bignon qui fut achevé par Louis Florent. A la mort de son père, il suit sa ligne politique. Il est jugé en 1811 par Nicolas François Harmand d'Abancourt, préfet de la Mayenne, méritant par lui-même, dévoué à sa Majesté, plein de zèle, et rendant des services importants pour la répression du brigandage endémique dans la région. Il lui succède comme maire de Saint-Laurent-des-Mortiers de 1806 à 1824, puis de 1850 jusqu'à sa mort en 1853. Il est nommé conseiller d'arrondissement le 10 mars 1812.
Il fut un des premiers à lever le drapeau blanc dans le pays de Château-Gontier pendant les Cent-Jours, pour reprendre l'expression de l'Abbé Angot qui ne parle pas du ralliement du père et du fils sous le Consulat et le Premier Empire.

### Chouannerie
Pendant la Guerre de Vendée et Chouannerie de 1815, plus de 120 volontaires vinrent se ranger sous son commandement et sa compagnie fut toujours la plus nombreuse de la division Gaullier. La compagnie de Louis Florent de Bonchamps est dans la 1re légion de l'armée catholique et royale du Maine, commandée par Marin-Pierre Gaullier, pendant les Cent-Jours. Il se distingua surtout au combat de Champigné (10 juin 1815) où les royalistes comptèrent trois morts et une dizaine de blessés. Il reçoit un brevet de capitaine le 11 décembre 1816.
« Il fit cette campagne sous les ordres de Louis d'Andigné, avec la distinction et le désintéressement qu'on devait attendre d'un homme qui est maintenant le seul qui puisse transmettre un nom devenu si justement célèbre. Comtesse de Genlis, 1823. »
.

### Restauration
Au retour de Louis XVIII, il fut nommé membre du Conseil général de la Mayenne, par ordonnance du 30 décembre 1815, en remplacement de M. Lair-Lamotte.
Il est nommé sous-préfet de Château-Gontier le 11 décembre 1824 par la démission de Guillaume-François d'Ozouville, il fit selon l'abbé Angot preuve d'un esprit de conciliation auquel tous les partis rendaient justice. Il est chevalier de la Légion d'honneur le 12 décembre 1827. Il est le candidat du préfet lors de la réélection partielle en septembre et octobre 1829 dans la Mayenne. Il démissionna au mois d'août 1830 après l'abdication de Charles X. Il vendit à Lucien de Souvré son hôtel de la rue du Cheval-Blanc.
Il se retira dans son château du Bignon d'où il dirigea le mouvement légitimiste lors de la guerre de Vendée et Chouannerie de 1832, comme membre de l'armée catholique et royale.

### Famille
Il mourut dans son Château du Bignon, le 26 février 1853. Il laisse de son mariage avec Catherine de Boylesve, fille unique d'Étienne de Boysleve plusieurs enfants :
- Louis Etienne Arthur, né le 2 mai 1809 à Saint-Laurent-des-Mortiers, et décédé à 18 ans le 14 mars 1828 à Château-Gontier, où il était étudiant ;
- Emilie Catherine Charlotte, née le 25 avril 1810 ;
- Edmond Henri, né le 6 juin 1811, qui servit pendant 20 ans dans l'armée d'Afrique. Un de ses fils est Christian de Bonchamps, explorateur et administrateur colonial qui a notamment joué un rôle important dans la colonisation du Katanga;
- Renée Louise Léonie, née le 29 avril 1812. Elle épousa le 8 mai 1843 à Saint-Laurent-des-Mortiers, Stanislas Marie Louis du Breil de Pontbriand